# Mieczysław Smolarski
Mieczysław Marian Smolarski (ur. 6 kwietnia 1888 w Krakowie, zm. 21 stycznia 1967 w Warszawie) – polski pisarz, poeta, historyk literatury i eseista, autor przede wszystkim powieści historycznych osadzonych w realiach średniowiecznej Polski, spośród których najważniejszą jest prozatorski debiut, Warneńczyk (1921), mający w zamierzeniu autora „wskrzesić w Polsce rodzaj powieści historycznej”.
Fantastyka naukowa stanowiła wyjątek w dorobku pisarskim Smolarskiego. Po opublikowaniu Miasta światłości (1924), a następnie Podróży poślubnej pana Hamiltona (1928) stał się on jednak sławny jako przedstawiciel katastrofizmu oraz nurtu utopijnego w polskiej powieści fantastycznonaukowej. Obie powieści „to typowe antyutopie będące wyrazem obaw przed skutkami nadmiernego postępu cywilizacyjnego”. Publikacje te zyskały również rozgłos za sprawą nierozstrzygniętej dotychczas sprawy domniemanego plagiatu, którego miał się dopuścić Aldous Huxley pisząc Nowy wspaniały świat.
Smolarski, będąc pisarzem tworzącym w przeciągu trzech epok, tj. Młodej Polski, Dwudziestolecia międzywojennego oraz czasów powojennych, łączył w swoim stylu nastroje dekadenckie, międzywojenny katastrofizm oraz tony dydaktyczne. W pisanej przez siebie poezji często dotykał tonów tyrtejskich, które w zamyśle autora miały przezwyciężać dekadencki pesymizm.

## Życiorys
Jego rodzicami byli adwokat Kazimierz i Maria z Ripperów. W 1906 roku rozpoczął studia prawnicze na Uniwersytecie Jagiellońskim, ale po pierwszym półroczu przeniósł się na Wydział Filozoficzny, aby podjąć naukę historii literatury, historii sztuki i filozofii. W 1911 uzyskał stopień doktora. W latach 1911–1913 przebywał w Paryżu. Po powrocie do kraju w 1914 objął stanowisko pracownika Muzeum Czartoryskich w Krakowie. W latach 1916–1918 był nauczycielem gimnazjalnym w Zakopanem.
W 1918 roku wyjechał na stałe do Warszawy, gdzie został zastępcą kierownika Biura tworzącej się Rady Stanu Królestwa Polskiego, a po powstaniu państwa polskiego – naczelnikiem Wydziału Prac Parlamentarnych w Biurze Sejmu. W maju 1934 roku zrezygnował z tej pracy na skutek konfliktu z nowym dyrektorem Biura Władysławem Dziadoszem. Po jakimś czasie został zatrudniony jako urzędnik w Komisji Dewizowej, gdzie pracował do wybuchu II wojny światowej.
W 1928 roku zgłosił akces do Polskiej Izby (Rady) Literackiej. Był członkiem Polskiego PEN Clubu od chwili jego powstania. W 1929 był założycielem i prezesem zarządu, działającego do 1937, Zrzeszenia Beletrystów Polskich (wybrany m.in. w 1933).
Okupację niemiecką spędził w stolicy. W lecie 1940 roku został aresztowany przez Gestapo. Był więziony na Pawiaku przez kilka tygodni. W czasie powstania warszawskiego jego dom uległ zniszczeniu.
Po wojnie, w 1945 roku, został zastępcą kustosza w oddziale Muzeum Narodowego w Warszawie w Nieborowie. W latach 1946–1951 przebywał w Łodzi, a następnie w Warszawie, gdzie m.in. napisał kilka przewodników krajoznawczych.

Po wojnie był członkiem Związku Literatów Polskich i od 1957 roku Klubu Literatów „Krąg”.

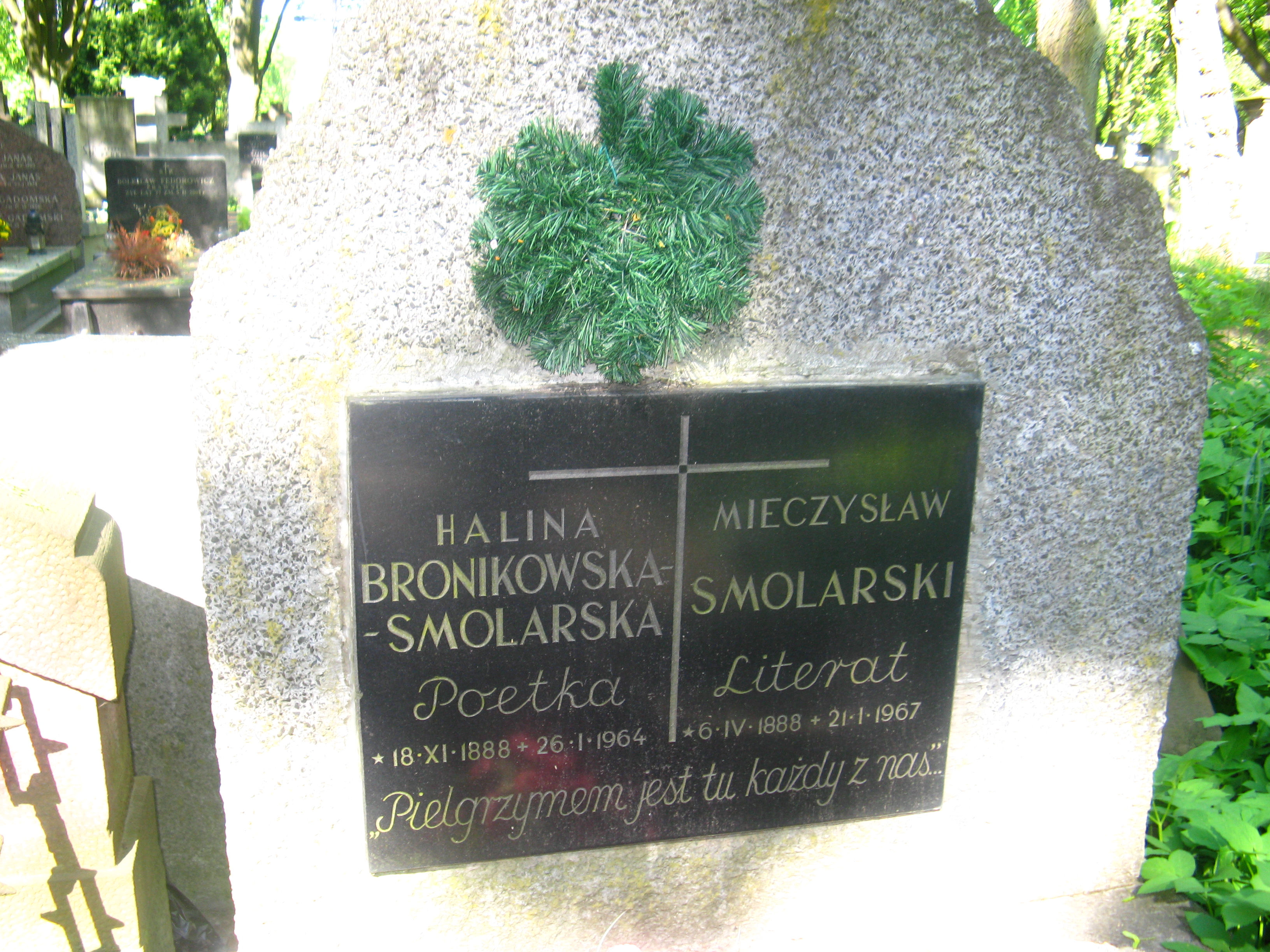
Nagrobek Mieczysława i Haliny Smolarskich na cmentarzu Powązkowskim

Przyjaciel Stefana Żeromskiego i Karola Irzykowskiego. Autor powieści i nowel fantastycznych inspirowanych twórczością Antoniego Langego i Stefana Grabińskiego. Jako poeta – klasycysta z zacięciem katastroficznym wyniesionym z doświadczeń I i II wojny światowej.
Jego żoną była Halina Bronikowska-Smolarska (1888–1964), poetka, a synem Bohdan (1924–1943), żołnierz Uderzeniowego Batalionu Kadrowego por. Zbigniewa Czarnockiego, poległy pod Stryjówką.
Zmarł w Warszawie. Został pochowany na cmentarzu Powązkowskim (kwatera 77-5-12).

## Twórczość
Mieczysław Smolarski tworzył w przeciągu trzech epok, tj. Młodej Polski, Dwudziestolecia międzywojennego oraz czasów powojennych. Sprawiło to, że jego styl pisarski łączył nastroje dekadenckie, międzywojenny katastrofizm oraz tony dydaktyczne. W pisanej przez siebie poezji często dotykał tonów tyrtejskich, które w zamyśle autora miały przezwyciężać dekadencki pesymizm.

### Powieści historyczne
Większą część twórczości prozatorskiej Smolarskiego zajmują powieści historyczne osadzone w realiach średniowiecznej oraz renesansowej Polski. Taki charakter miał już debiut książkowy autora, Warneńczyk (1921), który „wskrzeszał w Polsce rodzaj powieści historycznej”.
Powieść Białe moce z 1925 roku, łącząc historyczny koloryt renesansu z poetyką pieśni średniowiecznej, była próbą stworzenia nowoczesnej odmiany dawnego romansu rycerskiego.

### Powieści podróżniczo-przygodowe
Smolarski był również autorem kilku powieści podróżniczo-przygodowych wzorowanych na prozie Juliusza Verne’a oraz Jamesa Cooka. Ważnym przesłaniem większości tych utworów była moralna nauka dotycząca godnego traktowania ludzi innych kultur, także tych uznanych za „dzikich”.   

### Powieści fantastyczno-naukowe
Dwie fantastyczno-naukowe powieści Smolarskiego, Miasto światłości (1924) oraz Podróż poślubna pana Hamiltona (1928), „to typowe antyutopie będące wyrazem obaw przed skutkami nadmiernego postępu cywilizacyjnego”. Publikacje te zyskały również rozgłos za sprawą nierozstrzygniętej dotychczas sprawy domniemanego plagiatu, którego miał się dopuścić Aldous Huxley jako autor Nowego wspaniałego świata.
Stosunek Smolarskiego do wizji rozwoju technicznego i cywilizacyjnego jest ambiwalentny, łącząc w sobie podziw dla ludzkich sił twórczych i tony katastroficzne.

## Ordery i odznaczenia
- Złoty Krzyż Zasługi (10 listopada 1933)[15]

## Publikacje książkowe

### Proza
- Warneńczyk (1920-1921)
- Archiwariusz Gordon (1921)
- Gwiazdy Warny (1922)
- Człowiek bez przeszłości (1923)
- Niezwykły kryształ (1924)
- Miasto światłości (1924)
- Białe moce (1925)
- Baśnie przy kominku (1925)
- Ogród przed burzą (1925)
- Spytek z Melsztyna (1925)
- Z wielkiego miasta(1925)
- Uczta Baltazara (1926)
- Czarcie kręgi (1926)
- Poszukiwacz złota (1927)
- Pieśń ulicy (1927)
- Podróż poślubna pana Hamiltona (1928)
- Ludzie w maskach (1928)
- Lalka Hanny Korda (1929)
- Na ziemiach Polskich bój (1930)
- Przygoda jednej nocy (1932)
- Iskry na szablach (1938)
- W złoconych pałacach wielkiego chana (1956)
- Pierścień z Apollonem (1957)
- Tajemnice wysp południowych (1959)
- Miasto starych dzwonów (1960)
- Muzykanci króla jegomości (1963)
- Wśród burzy

### Poezja
- Pieśni i śpiewy rycerskie (1910)
- Rapsody Rycerskie (1920)
- Wino młodości (1934)
- Pogodny światek – wiersze dla dzieci (1947)

### Studia naukowe
- Poeta wiersza do Legji – Cyprian Godebski (1910)
- Poezja Powstania Listopadowego (1911)
- Poezja legionów – dysertacja doktorska (1912)
- Studja nad Wolterem w Polsce (1918)
- Mickiewicz w kursach literatury słowiańskiej (1925)
- Młodość sławnych Polaków (1928)
- Przygody Polskich podróżników (1930)
- Hanna Krzemieniecka dzieje myśli i twórczości (1935)
- Dawna Polska w oczach podróżników (1946)
- Pamiętniki Jana Chryzostoma Paska z Gosłowic (1947)
- Przewodnik „Nieborów” (1952)
- Przewodnik „Kazimierz” (1953)
- Przewodnik „Łowickie” (1953)
- Światło nad księgami (1954)